# Большие пожары (роман)
«Больши́е пожа́ры» — советский «коллективный роман»-буриме, опубликованный в журнале «Огонёк» в 1927 году. В написании романа приняли участие 25 известных писателей 1920-х гг., в том числе будущие классики советской литературы Леонид Леонов, Исаак Бабель, Алексей Новиков-Прибой, Борис Лавренёв, Константин Федин, Алексей Толстой, Михаил Зощенко и др. Автором первой главы стал Александр Грин, предложивший детективный сюжет о таинственных пожарах в вымышленном советском городке Златогорске; каждый из остальных авторов написал по одной главе, в которой предлагал своё развитие сюжета.
Некоторые главы романа впоследствии перепечатывались, однако первое отдельное издание в виде книги появилось лишь в 2009 году, с предисловием Дмитрия Быкова и иллюстрациями Александра Егорова.

## История создания
В 1926 году главному редактору журнала «Огонёк» Михаилу Кольцову пришла в голову идея опубликовать в журнале коллективный роман, написанный лучшими советскими писателями. Анонс романа был опубликован в «Огоньке» в № 51 за 1926 год: сообщалось, что в будущем году в журнале «будет предложен первый в СССР коллективный роман, в котором принимают участие 25 известных русских писателей», а также что:
Каждым из участников романа будет написана одна глава, причём замысел, фабула и герои романа являются едиными. Таким образом, «Огонёк» создаст единственный в своём роде художественный документ, в котором будут сосредоточены особенности стиля и характер творчества всех ныне существующих литературных групп в лице их виднейших представителей.
На обложке № 52 за 1926 год были помещены фотографии всех 25 авторов будущего романа. Впоследствии список авторов претерпел небольшие изменения: так, в исходном списке фигурировали Артём Весёлый, Иван Касаткин и Илья Эренбург, однако не было Вениамина Каверина, Н. Огнева и Н. Ляшко.
Написать первую главу Кольцов попросил Александра Грина, жившего в Феодосии. Тот использовал в качестве завязки сюжет своего начатого в 1924 году и впоследствии оставленного романа «Мотылёк медной иглы» о таинственных пожарах в вымышленном городе Сан-Риоль. Действие было перенесено в советский город Златогорск, героев переименовали (архивариус Варвий Гизель стал Варвием Мигуновым, журналист Вакельберг стал Берлогой).
Главы романа публиковались в номерах с 1 по 25 за 1927 год, некоторые из них сопровождались иллюстрациями художников (в том числе Бориса Ефимова, брата Михаила Кольцова). Начиная со второй главы, текст сопровождался кратким изложением содержания предшествующих глав. Последнюю главу написал сам Кольцов. При этом далеко не на все возникшие в ходе повествования вопросы (например, кто поджигал дома?) был дан ответ, а завершался роман тревожным предупреждением:
Продолжение событий — читайте в газетах, ищите в жизни! Не отрывайтесь от неё! Не спите! «Большие пожары» позади, великие пожары — впереди.
В итоге, по мнению критика Дмитрия Быкова, «…общее ощущение непрекращающегося пожара, тлеющего то тут, то там и внезапно вымахивающего над городом в виде огненного столба, победило всю бодряческую радость, которой так и светятся страницы „Огонька“ 1927 года».
В конце 1930-х — начале 1940-х гг. шесть авторов (А. Аросев, И. Бабель, С. Буданцев, А. Зорич, М. Кольцов, Г. Никифоров) были репрессированы, ещё один (Е. Зозуля) погиб на фронте.
Некоторые главы романа впоследствии перепечатывались, в том числе в собраниях сочинений Алексея Толстого и Александра Грина, однако в целом роман был забыт. В 1973 году в журнале «Наука и жизнь» была опубликована статья Абрама Вулиса «Как были зажжены „Большие пожары“», в 2001 году в «Огоньке» — статья Дмитрия Быкова «Большие пожары — 1927», переизданная затем в его сборнике эссе «На пустом месте». В 2000-е гг. главы из романа публиковались в журналах «Время и мы» и «Новая юность».
В сентябре 2009 года появилось первое отдельное издание романа, осуществлённое по инициативе главного редактора издательства «Книжный клуб 36.6» Виталия Бабенко. В качестве предисловия в книге была опубликована (в дополненном виде) статья Дмитрия Быкова, в конце давались биографические справки об авторах. Книгу проиллюстрировал Александр Егоров. Презентация книги прошла на XXII Московской международной книжной выставке-ярмарке.

## Авторы и главы
1. Александр Грин — Странный вечер (илл. С. П. Ладыгина)
2. Лев Никулин — Больная жемчужина
3. Алексей Свирский — Петька Козырь
4. Сергей Буданцев — Творчество гражданина Кулакова
5. Леонид Леонов — Плохие последствия
6. Юрий Либединский — Пять героев пролетарского происхождения (илл. К. Елисеева)
7. Георгий Никифоров — Рыжий конь
8. Владимир Лидин — Разговор в отеле «Бельвю»
9. Исаак Бабель — На биржу труда! (илл. Бор. Ефимова)
10. Феоктист Березовский — Предчувствие
11. А. Зорич — Двойник (илл. Н. Кочергина)
12. Алексей Новиков-Прибой — Страшная ночь
13. Александр Яковлев — Человек прошлого (илл. В. С. Сварога)
14. Борис Лавренёв — Выпавшее звено
15. Константин Федин — Итоги и перспективы
16. Николай Ляшко — (без названия)
17. Алексей Толстой — Бабочки
18. Михаил Слонимский — Сумасшедший дом
19. Михаил Зощенко — «Златогорская, качай!» (илл. Б. И. Антоновского)
20. Вера Инбер — Дошёл до ручки!
21. Н. Огнёв — Павлиньи крики
22. Вениамин Каверин — Возвращение пространства (илл. Н. Кочергина)
23. Александр Аросев — «Марсианин»
24. Ефим Зозуля — Последний герой романа
25. Михаил Кольцов — Прибыли и убытки

## Сюжет
Действие происходит в 1920-е годы в вымышленном городе Златогорске на юге СССР.
В городе начинают происходить загадочные пожары, почти каждый день сгорает один или несколько домов. Корреспондент газеты «Красное Златогорье» Берлога с помощью своего знакомого, делопроизводителя суда Варвия Мигунова, находит в архиве дело № 1057, в котором имеется информация об аналогичных пожарах 20-летней давности. Они видят в архиве необычную жёлто-синюю бабочку, и архив тут же сгорает. Мигунов попадает в сумасшедший дом, где начинает вырезать бабочек из бумаги. Из общежития газеты, где живёт Берлога, крадут дело № 1057 (с которым он даже не успел ознакомиться), а само общежитие также сгорает. Выясняется, что дело выкрал (по просьбе неизвестного) вор Петька Козырь из Стругалёвки — трущобного пригорода Златогорска. Вместе со своей знакомой Ленкой-Вздох они решают шантажировать Берлогу, чтобы получить деньги в обмен на папку.
Ещё одно значимое событие в городе — постройка огромного шикарного особняка 85-летним концессионером Струком, поляком по происхождению, сколотившим огромное состояние в США и приехавшим в СССР с не вполне понятными целями. Берлога берёт интервью у внучки миллионера, красавицы Элиты Струк (которая впоследствии оказывается специально нанятой актрисой Диной Каменецкой). Он также знакомится с городским сумасшедшим Иваном Кулаковым, который как будто что-то знает о тайне пожаров. Однако вскоре и Кулакова, и Берлогу, очевидно вставшего у кого-то на пути со своим расследованием, насильно помещают в сумасшедший дом. В поиск виновных в поджогах включаются пролетарии Ванька Фомичёв, дядя Клим и Андрей Варнавин, однако после пожаров в Стругалёвке арестовывают самого Варнавина и Петьку-Козыря.
В город прибывает и представляется инженером Куковеровым следователь из Москвы, присланный расследовать пожары. Он ведёт двойную игру, расследуя дело вместе со златогорскими милиционерами и одновременно выступая в роли компаньона Струка. Вскоре оказывается, что существует двойник Куковерова, который похищает из сумасшедшего дома Берлогу и пытается с его помощью заманить настоящего Куковерова. Однако Берлоге удаётся убить двойника (им оказался парень, служивший у Струка швейцаром) и сбежать в город.
Со Струком встречается и обсуждает дела брат Ивана Кулакова, Пантелеймон Кулаков, к ним приходит и Ленка-Вздох. Затем в порту она передаёт неизвестному в кожаном пальто свёрток, с которым неизвестный посещает танкер «Красный луч», который после этого загорается. Ленка сообщает обо всём в милицию, однако к ней в камеру входит неизвестный и оставляет ей коробку с бабочками, из-за которых Ленка сгорает. Неизвестного убивает Куковеров, им оказывается врач из сумасшедшего дома. При пожаре из заключения сбегают и скрываются Петька-Козырь и Андрей Варнавин. По описанию Ленки-Вздох милиция с Куковеровым выходят на учителя Горбачёва, в квартире которого обнаруживают целый склад коробок с бабочками. Анализ показывает, что на крыльях бабочек находится особое вещество (недавно открытый в США химический элемент «струцций»), которое способно легко воспламеняться под воздействием «жизненной энергии» бабочки.
Элиту Струк арестовывают. Варвия Мигунова отпускают лечиться на дому. Неизвестные похищают редактора «Красного Златогорья» и председателя исполкома. Ванька Фомичёв проникает в сумасшедший дом и пытается говорить с Иваном Кулаковым, однако вспыхивает пожар и они оба гибнут. Сын милиционера Мишина пионер Ким сообщает, что видел целую стаю бабочек, летящую на юго-восток к пороховым складам. Склады взрываются, неподалёку от них оказывается Струк, которого преследуют Берлога и Мигунов. Струка арестовывают и допрашивают (оказывается, что паспорт на имя Струка ему продали, когда он ещё до революции нелегально перешёл российско-шведскую границу).
В конце действие перемещается в редакцию журнала «Огонёк», куда приходит изобретатель Желатинов, прочитавший о пожарах в Златогорске и предлагающий прекратить их при помощи своего изобретения (особых огнетушителей). Желатинова отвозят в Златогорск, вскоре пожары прекращаются (последним сгорел особняк Струка, в котором устроили казино). В Златогорск приезжает московская комиссия, которой жители жалуются на авторов романа, по-разному поиздевавшихся над горожанами. Роман кончается речью председателя комиссии, который обвиняет жителей города в мещанстве и желании укрыться от реальных проблем:
Рано думать, что уже отшумели великие грозы революции, что уже совсем потухли большие пожары! Тянется к нам враг, настойчивыми, длинными, цепкими, умелыми своими руками подбирается он к каждому заводу, к каждому дому...

Всех героев романа, а равно население города Златогорска считаю распущенными. Самый Златогорск, за минованием надобности, упраздняю. Продолжение событий — читайте в газетах, ищите в жизни! Не отрывайтесь от неё! Не спите! «Большие пожары» позади, великие пожары — впереди.

## Художественные особенности
При том, что главы романа отражают индивидуальные стили каждого из авторов, в тексте имеется множество нестыковок, а ряд сюжетных линий так и не был распутан. По формулировке Дмитрия Быкова, во многом роман писался по принципу «кто в лес, кто по дрова»:
...вообще можно проследить интересную закономерность — когда за дело берётся интеллигентный писатель, не хватающий с неба звёзд, но культурный, с хорошим дореволюционным прошлым, он честно пытается свести все нити, выстроить правильную интригу и перепасовать сюжет следующему со всей возможной деликатностью. Следующим же, увы, оказывается кто-нибудь идейный или от сохи, кого сюжет, жизнеподобие и прочие формальности не интересуют совершенно: ему типажи подавай, актуальность, языковые выкрутасы!

...огоньковский опыт нагляднейшим образом доказал, что впрягать писателей в коллективное дело — затея совершенно безнадежная. Будущий Союз писателей и коллективные книжки про Беломорканал, про заводы и фабрики — все это подтвердило нехитрую мысль о том, что настоящая интеллектуальная работа делается в одиночку.
Литературовед Абрам Вулис отмечает следующую аллюзию на роман у Ильфа и Петрова:
Современный читатель «Двенадцати стульев» и «Золотого телёнка» знать не знает и ведать не ведает, что… бухгалтер Берлага попадает в сумасшедший дом по милости репортера Берлоги, угодившего в такую же передрягу на страницах коллективного романа двадцати пяти советских писателей «Большие пожары».

## Отзывы
- Вениамин Каверин, описывая выступление докладчика на литературном семинаре конца 1920-х гг., посвящённом проблеме героя и характера[6]:

В литературе нет органически развивающегося отношения к слову. Роман двадцати пяти писателей в «Огоньке» «Большие пожары» блестяще показал «стёртость» стиля. Кроме М. Зощенко, который остался самим собой, затея «Огонька» неожиданно поставила в один ряд Буданцева и Лидина, Бабеля и Леонова. Игра оказалась игрой с огнём.
- Абрам Вулис[7]

Сумма кусков в «Больших пожарах» не сложилась в цельное произведение, однако каждый из кусков обладает определённой литературной ценностью.
- Борис Галанов[8]:

На уроках химии я тайно почитывал в «Огоньке» роман «Большие пожары» в двадцати пяти главах. (…) Винегрет, но занятный.
- Борис Галанов[9]:

Роман читал прилежно. Очень хотел зачитаться. Но не смог. Не получалось. Масса путаницы. Столько там наверчено всякой всячины, что я сразу же заблудился в сумасшедших историях с переодеваниями, двойниками, убийствами, пожарами и взрывами пороховых погребов.
- Евгений Голубовский (Большие пожары: Главы из романа):

…талантливый писатель, даже играя в предложенную, навязанную игру, остается талантливым сочинителем. Конечно, мы больше любим Бабеля — автора «Одесских рассказов» и «Конармии», но новелла в «Больших пожарах» открывает иную сторону его таланта — бытописателя. А как неожиданны М. Зощенко, В. Инбер, В. Каверин…

Нельзя не признать, что успех романа во многом зависел от Михаила Кольцова. Ещё недавно — в 1918 году — антисоветский журналист в Киеве, в 1920-м — организатор советской печати в Одессе, он и в Москве, как многие писатели-одесситы, нашел самого себя, нашел приложение своей безудержной фантазии. Приглядитесь, как он вяжет узелки в последней главе, выполняя то, что не смогли сделать его, признаемся, более талантливые, но менее организованные коллеги.
- Ирина Головинская (Вавилонские строители):

Аналогия с Вавилонской башней напрашивается сама собой: 25 советских писателей, собранные по алеаторическому принципу, то есть представляющие вполне репрезентативную выборку, и не помышляли о строительстве. Более того, каждый, как мог, оттягивал тот прекрасный момент, когда все нити должны соединиться в единую сеть, которая погубит злодея. Каждый — в силу своего таланта и представления о прекрасном — лишь привинчивал собственную финтифлюшку на отсутствующий каркас.

И вместо истории о таинственных бабочках и красавицах, роковых страстях, поджогах и поджигателях современного читателя, увидевшего роман не в виде разрозненных глав, а, так сказать, весь и сразу, ждёт не менее увлекательный и поучительный рассказ об ушедшем, хотелось бы думать, навсегда времени.
- Андрей Щербак-Жуков (Бойтесь желтых бабочек и толстых иностранцев):

Истинное наслаждение доставляет процесс сравнения стилевых особенностей разных авторов и их тематических пристрастий. Иными словами – изучение, как в них борется стремление соответствовать общей задаче с творческой индивидуальностью. А если еще проще – то наблюдение за тем, как каждый тянет одеяло в свою сторону...

В конце, в последней главе, Михаил Кольцов всё более или менее сводит воедино, делает из этого лоскутного одеяла цельный роман. О чем он? Да о том, что Советская Россия находится в окружении врагов, что на предприятиях участились случаи саботажа и порчи имущества. Последняя фраза романа: «Большие пожары» позади, великие пожары — впереди!» А впереди, как известно, и период шпиономании, и Большой террор 37-го, и Великая Отечественная… Ощущением грядущей беды пронизаны главы всех авторов, каким бы разными они ни были. О чем бы ни писали авторы — а получалось всё об одном. На то они и писатели, чтобы чувствовать беду…

## Издания и публикации фрагментов
- Большие пожары: Роман // «Огонёк». 1927. № 1—25.
- Большие пожары: Роман // «Время и мы». 1984. № 79—81.
- Большие пожары: Главы из романа // «Дерибасовская — Ришельевская»: Литературно-художественный, историко-краеведческий иллюстрированный альманах. 2004. Вып. 17. С. 219—276.
- Большие пожары: Главы из романа // «Новая Юность». 2004. № 1—2.
- Большие пожары: Роман 25 писателей. М.: Книжный клуб 36.6, 2009. — 320 стр. ISBN 978-5-98697-137-7
- М. Зощенко. Златогорская, качай! (Глава из романа-буриме «Большие пожары») // «Наука и жизнь». 1978. № 9. С. 126—128.
- А. Грин. Большие пожары: Гл. 1. Странный вечер // «Цех фантастов». Фантастические повести и рассказы. Сборник. Сост. И. В. Можейко. М.: Московский рабочий, 1993.
- А. Грин. Большие пожары: Гл. 1. Странный вечер // «Мир Паустовского». 2002. № 19. С. 103—105.